# Афанасьев, Константин Семёнович
Константи́н Семёнович Афана́сьев (1821—1871) — русский архитектор, академик архитектуры Императорской академии художеств.

## Биография
Родился в 1821 году.
Будучи своекоштным учеником Академии художеств (1835—1844), получил малую и большую серебряные медали (в 1841 и 1842) и малую золотую за «Проект здания минеральных вод» (1843). Одновременно он учился в Петербургском строительном училище ведомства путей сообщения, в котором окончил курс в 1843 году со званием архитекторского помощника и с назначением в полтавскую строительную и дорожную комиссию. Прослужив в Полтаве 6 лет и исполнив целый ряд работ по перестройке местных казённых зданий, а также составив несколько проектов новых сооружений, Афанасьев перешёл на службу в Петербург архитектором 2-го кадетского корпуса (1850); с 1854 года он одновременно был архитектором больниц и богаделен в Ведомстве учреждений императрицы Марии.
За разные проекты и постройки Афанасьев был удостоен, 14 марта 1857 года, звания академика. Заняв в 1860 году место архитектора при Министерстве юстиции, он до 1862 года продолжал исполнять и прежние обязанности, произведя целый ряд работ по перестройке различных зданий.
В 1863 году Афанасьев был командирован по Высочайшему повелению за границу с поручением осмотреть здания судебных мест в европейских государствах. Побывав в Пруссии, Саксонии, Австрии, Италии, Швейцарии, Бельгии, Франции и Англии, он представил подробный отчёт в трёх частях, с приложением более 200 рисунков и соображений по устройству зданий и размещению в них новых судебных учреждений в Петербурге и Москве.
В 1864 году он был признан почётным вольным общником Академии художеств. Занимаясь различными переделками в Сенатском и других зданиях Министерства юстиции, как в Петербурге, так и в Москве, Афанасьев также составил нормальные проекты вообще для устройства новых судебных мест в России, на основании Высочайше утверждённых 20 ноября 1864 года судебных уставов.
Будучи членом общего присутствия хозяйственного управления при Святейшем Синоде, Афанасьев занимался как исправлениями и переделками во всех принадлежащих Синоду зданиях, так и составлением проектов для постройки новых; также он участвовал в рассмотрении проектов и смет на вновь предполагавшиеся постройки в епархиях. Кроме этого в 1867—1869 гг. он исполнял ещё и обязанности по званию члена техническо-строительного комитета Министерства внутренних дел.
Умер в Санкт-Петербурге 5 (17) февраля 1871 года. Похоронен на Смоленском православном кладбище.
Автор ряда проектов судебных зданий. Реконструировал бывшее здание Сената в Московском Кремле (1865–1867) и Владычный монастырь в Серпухове (1865–1867). Построил производственные здания под Выборгом, в Нарве, в Нижнем Тагиле и ряд городских больниц и богаделен в Петербурге.